# Morane-Saulnier

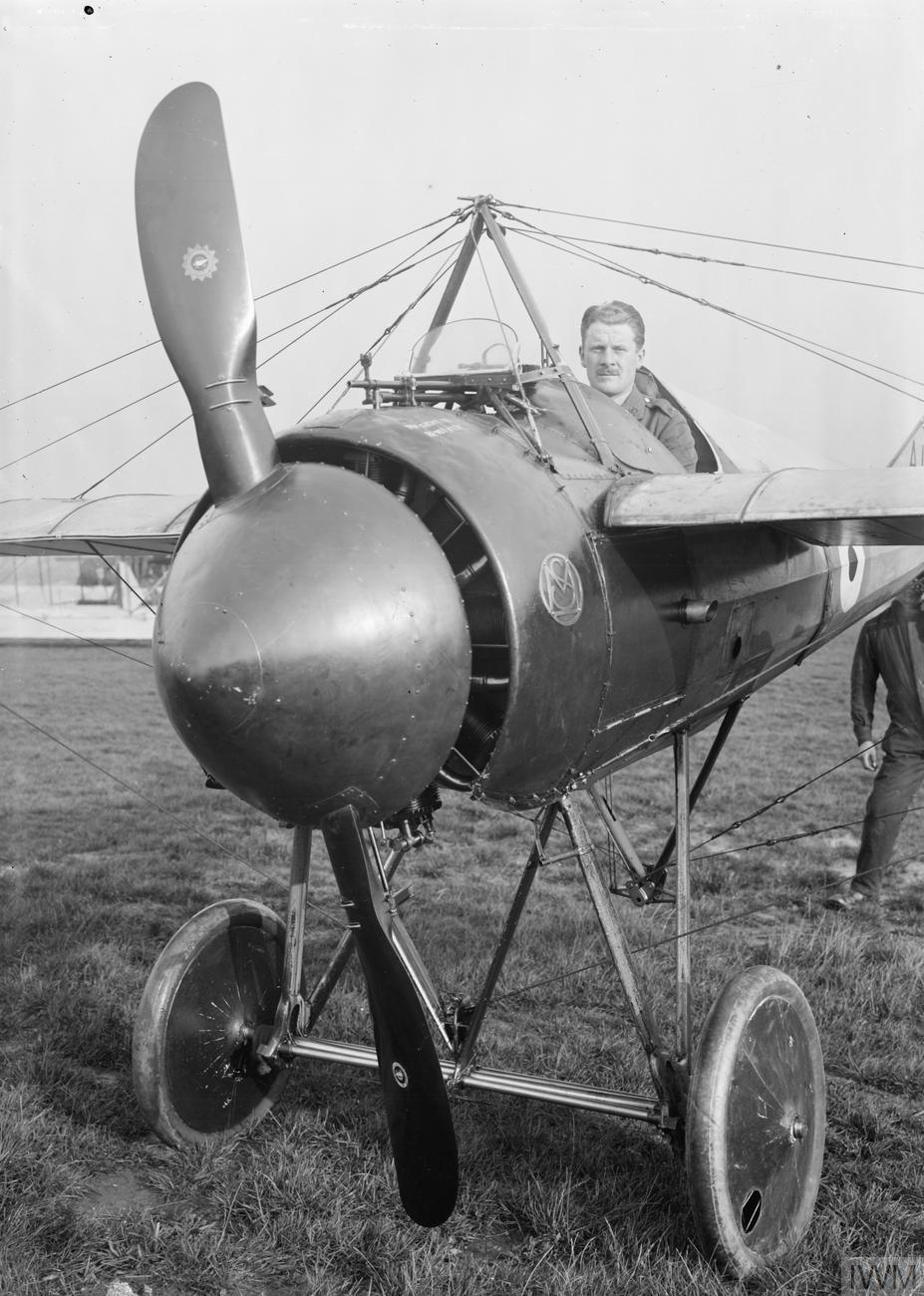
Morane-Saulnier Type N

Aéroplanes Morane-Saulnier va ser una companyia aeronàutica francesa formada l'octubre de 1911 per Raymon Saulnier (1881–1964) i els germans Morane, Léon (1885–1918) and Robert (1886–1968). La companyia va ser dissolta i va diversificar-se en els anys 60.

## Història

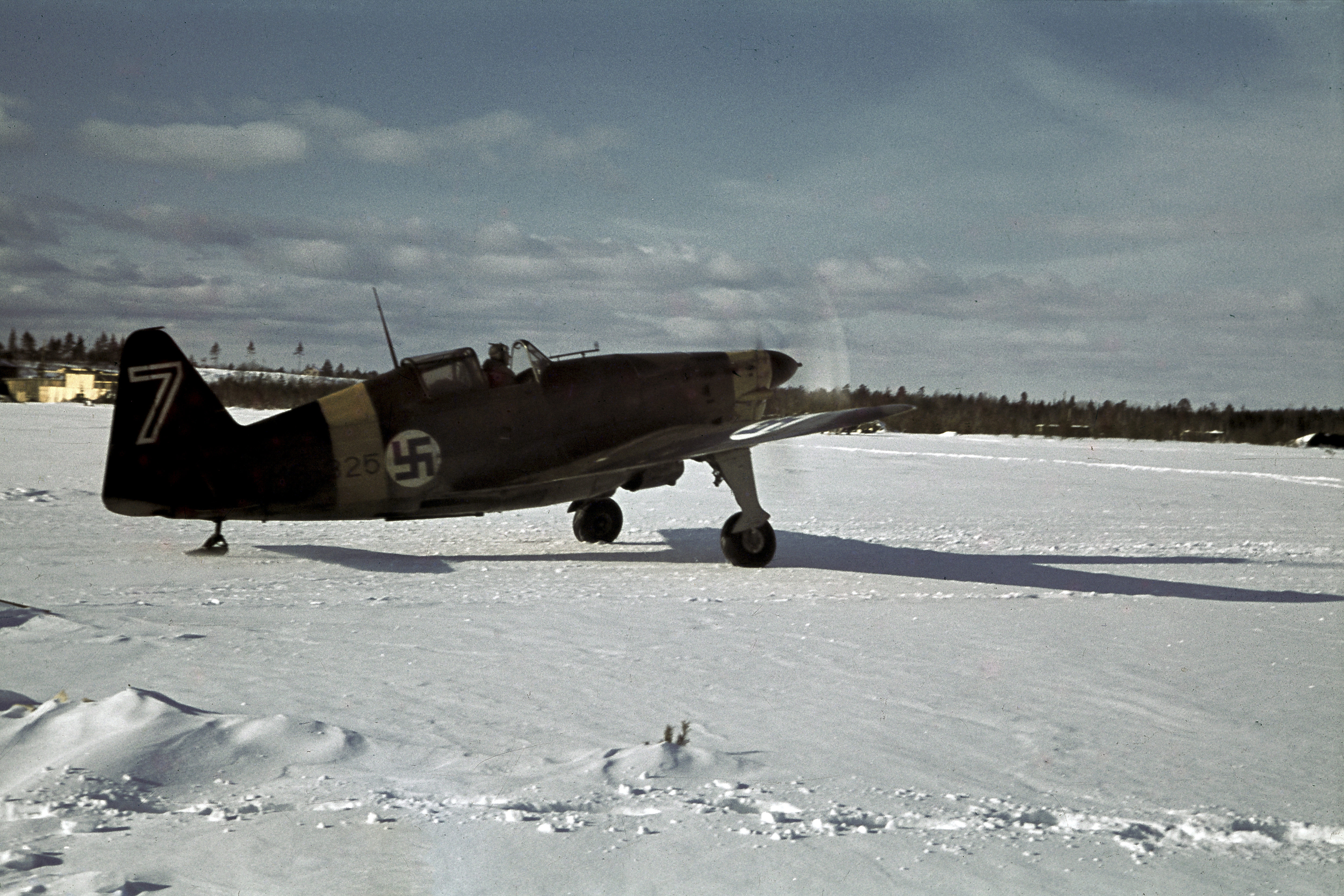
Morane-Saulnier MS.406 de les Forces Aèries Fineses. Sortint de patrulla, Äänislinna, Viitana, 17 de març de 1942

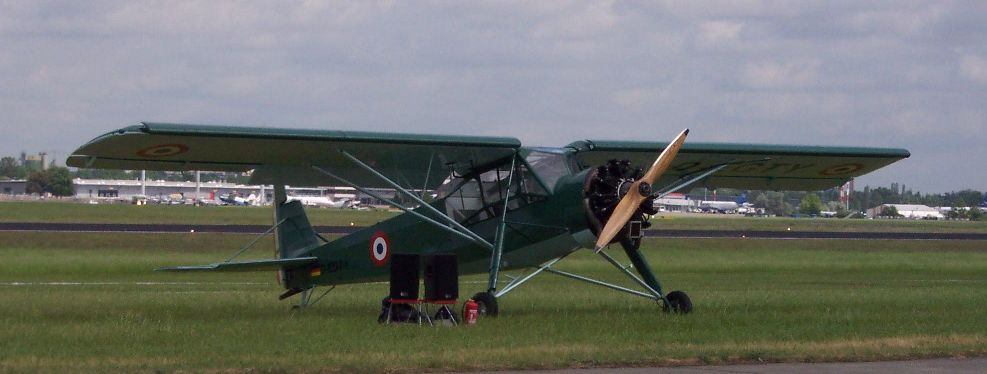
Morane-Saulnier MS. 505 Criquet

La companyia va ser creada amb el nom de Société Anonyme des Aéroplanes Morane-Saulnier el 10 d'octubre de 1911 a Puteaux pels pioners de l'aviació Léon Morane, Robert Morane i el seu amic de la infància Raymond Saulnier (antic col·laborador de Louis Blériot).
Es va dedicar a construir avions civils i amb un d'ells Roland Garros va conquerir el rècord d'alçada de l'època i va ser el primer pilot creuar la mediterrània en un avió monoplà. Amb l'esclat de la Primera Guerra Mundial produeix models militars com el Morane-Saulnier Type L Parasol,avió on el mateix Roland Garros conquereix les seves primeres victòries aèries o el Morane-Saulnier BB per al Royal Flying Corps.
Després de la guerra, Morane-Saulnier va produir diversos dissenys per a l'entrenament i l'aviació general, però amb l'amenaça de guerra a finals dels anys trenta va tornar a dissenyar avions militars. Durant la dècada de 1920 i principis de la dècada de 1930, va produir diversos caces amb la configuració d'ala en parasol, inclosos els MS.230 i MS.315, però tots tenien un rendiment limitat i van quedar relegats a les tasques d'entrenament. Morane-Saulnier va tenir molt més èxit amb el seu modernitzat MS.406, que va ser el combatent més nombrós de l'Armée de l'air al començament de la Segona Guerra Mundial. Malauradament, el MS. 406 es va avançar només per a la seva introducció el 1935 i va patir terriblement contra el més modern Messerschmitt Bf 109 quan es van enfrontar el 1940.
Durant l'ocupació, la companyia va haver de treballar per a l'ocupant alemany produint avions per a la Luftwaffe, en especial, el Fieseler Fi 156. Després de l'alliberament, va continuar fabricant-los, aquesta vegada amb el benefici de l'exèrcit francès, amb el nom de Morane-Saulnier MS.500 "Criquet", i en esgotar l'estoc dels motors Argus els va construir amb motors diferents. Aquests avions amb un excel·lent rendiment STOL van prestar molt servei durant la Guerra d'Indoxina i després la Guerra d'Algèria.
Durant els anys cinquanta, va desenvolupar l'avió bireactor de quatre places MS.760 Paris, sota la direcció de l'enginyer Paul-René Gauthier, també creador del caça MS.406.
Morane-Saulnier va ser adquirida per Potez el 7 de gener de 1962 i es va convertir en SEEMS, la Societe d'Exploitation des Etablissements Morane-Saulnier. El 1966 es crea SOCATA, la Societe de Construction d'Avions de Tourisme et d'Affaires, que produirà els seus avions civils que finalment va ser comprada per Aérospatiale.